# Front lever

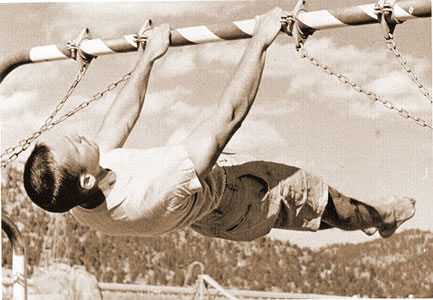
Front lever uitgevoerd door John Gill - 1962

De front lever is een statische gymnastiek- en calisthenicsoefening die wordt uitgevoerd aan de ringen of optrekstang. De front lever wordt uitgevoerd door vanuit omgekeerd hangen te zakken tot het lichaam volledig horizontaal hangt, met de voorkant van het lichaam omhoog gericht. Iemand met ervaring kan ook vanuit gewoon hangen in deze positie komen. Voor het uitvoeren van een front lever is veel rug- en rompkracht nodig.

## Variaties
Er zijn verschillende variaties van de front lever, op volgorde van niveau (makkelijk naar moeilijk):
- Tuck front lever (ingetrokken front lever), waarbij de benen worden ingetrokken en de rug rond is;
- Gevorderde tuck front lever, waarbij de rug wordt gestrekt en de knieën omhoog wijzen;
- Eén been front lever, waarbij vanuit de tuck front lever één been wordt gestrekt;
- Straddle front lever, waarbij de benen diagonaal worden gestrekt;
- Volledige front lever.

Tijdens het doen van elke variant kunnen ook pull-ups worden uitgevoerd vanuit de positie.
De front lever kan ook met één arm worden uitgevoerd. Hierbij is het lichaam vaak zijwaarts gedraaid.